# Дрвиш, Стипе
Стипе Дрвиш (хорв. Stipe Drviš; род. 8 июня 1973, Макарска, Югославия) — хорватский боксёр-профессионал, выступавший в полутяжёлой (Light Heavyweight) весовой категории. Бывший чемпион мира по версии ВБА (WBA), член сборной Хорватии на Олимпийских играх 1996 года.
Наилучшая позиция в мировом рейтинге: 9-й.

## Биография
Стипе Дрвиш родился в июне 1973 года в городе Макарска. В четырёхлетнем возрасте он вместе с семьёй переехал в Пулу, где в 1992 году начал участвовать в своих первых боксёрских поединках. На протяжении следующих шести лет Дрвиш провёл около сотни боёв, девяносто из которых он завершил в качестве победителя. За эти шесть лет он добился: шестикратного присуждения титула Чемпиона Хорватии по боксу, выступления на летних Олимпийских играх 1996 года в Атланте (где он занял 5-е место), серебрянной медали на XIII Средиземноморских играх и победу на Кубке мира по боксу в 1998 году.
В мае 1999 года Дрвиш дал старт своей профессиональной боксёрской карьере и уже через четыре года завоевал титул Чемпиона Европы по боксу в полутяжёлом весе. Спустя год после этой победы, Дрвиш принял участие в турнире WBC за титул Чемпиона мира, где проиграл в поединке на вылет австралийцу Полу Бриггсу. Тремя годами позднее, 28 апреля 2007 года, Дрвишу всё-таки удалось получить звание Чемпиона мира по боксу по версии WBA в полутяжёлом весе, одержав победу над итальянским бойцом Сильвио Бранко.